# Myrsine howittiana
Myrsine howittiana är en viveväxtart som beskrevs av Ferdinand von Mueller och Carl Christian Mez. Myrsine howittiana ingår i släktet Myrsine och familjen viveväxter. Inga underarter finns listade i Catalogue of Life.